# SK Bern
SK Bern, pełna nazwa Schachklub Bern – szwajcarski klub szachowy z Berna, mistrz Nationalligi A z 1998 roku.

## Historia
Klub został założony 21 listopada 1873 roku. W okresie międzywojennym klub był miejscem spotkań międzynarodowej elity szachowej. W latach 60. SK Bern był największym klubem należącym do Schweizer Schachverband, licząc około 250 członków. W 1970 roku część członków SK Bern, pod przewodnictwem Hansa Klee, wskutek nieporozumień opuściła klub i utworzyła SK Zytglogge. W związku z pojawieniem się konkurencyjnego klubu z Berna – Schwarz-Weiss – w 1989 (lub 1990) nastąpiło połączenie Zytglogge z SK Bern. Nowy twór funkcjonował jako Bern/Zytglogge. W 1998 roku powrócono do nazwy SK Bern. W tym samym roku zespół wygrał Nationalligę A. W 2001 roku członek klubu, Marcel Gyger, wydzielił z SK Bern większość sekcji juniorskiej i założył z niej Gambit Berno; Gambit został włączony do SK Bern w 2005 roku. Również w 2001 roku zespół został wicemistrzem Bundesligi.
W 2004 roku zespół spadł do Nationalligi B, a rok później – do 1. Ligi. W 2006 roku klub wrócił do Nationalligi B, a w 2009 roku powrócił do Nationalligi A. Po roku gry w najwyższej klasie rozgrywkowej zespół ponownie spadł do Nationalligi B. W 2013 roku SK Bern spadł z Nationalligi B. W roku 2016 klub wrócił na drugi poziom. Rok później zespół ponownie spadł. W 2021 roku SK Bern zajął pierwsze miejsce w 1. Lidze i uzyskał awans. W sezonie 2023 zespół był drugi w Nationallidze B, a rok później – trzeci.
W klubie grali m.in. Gerardo Barbero, Max Blau, Lena Georgescu, Florin Gheorghiu, Hansjürg Kaenel, Gábor Kállai, André Lombard i Noël Studer.